# Ɂ
La letra Ɂ, también conocida como "signo de parada glotal", se utiliza en algunos sistemas de escritura y en lenguas que presentan una oclusión glotal. Este fenómeno ocurre cuando el flujo de aire se interrumpe momentáneamente en la garganta, creando una breve pausa en el sonido. La letra Ɂ es comúnmente utilizada en lenguas que incluyen una parada glotal en su fonología, el amhárico, el igbo y el hopi . Además, se emplea en transcripciones fonéticas para representar este sonido, que es producido al cerrar y liberar repentinamente el paso del aire en la laringe. En el Alfabeto Fonético Internacional (IPA)

## Codificación

Ɂ en cuadricula

Esta letra se codifica de la siguiente forma:
| Carácter     | Latin letter glottal stop | Latin letter glottal stop |
| ------------ | ------------------------- | ------------------------- |
| Codificacion | decimal                   | hex                       |
| Unicode      | 0291                      | U+0291                    |
| UTF-8        | 0291                      | 0xC9 0x81                 |